# Ньиредьхази, Эрвин
Эрвин Ньиредьхази (венг. Ervin Nyíregyházi; 19 января 1903 года, Будапешт — 13 апреля 1987 года, Лос-Анджелес) — американский пианист и композитор венгерского происхождения.
Сын оперного певца, с раннего детства проявил задатки вундеркинда и на протяжении многих лет находился под наблюдением видного психолога Гезы Ревеса, опубликовавшего по итогам этого наблюдения книгу «Эрвин Ньиредьхази: Психологический анализ музыкального одарённого ребёнка» (нем. Erwin Nyiregyházy: Psychologische Analyse eines musikalisch hervorragenden Kindes; 1916, английский перевод 1925 с пятью последующими переизданиями). Обучался в Будапеште под руководством Иштвана Томана, Арнольда Секея и Эрнё Донаньи, позднее также у Фредерика Ламонда. В 15 лет исполнил Второй концерт Ференца Листа с Берлинским филармоническим оркестром под управлением Артура Никиша.
В 1920 г. дебютировал в Карнеги-холле и дальнейшую жизнь провёл преимущественно в США. Вскоре, однако, романтически-экспрессивная манера исполнения, апеллировавшая к XIX веку и игнорировавшая современные исполнительские тенденции, предпочтение собственных транскрипций стандартному репертуару, а также неупорядоченная личная жизнь и затяжной судебный конфликт с собственным импресарио привели к фактическому завершению концертной карьеры Ньиредьхази. С 1928 г. он жил и работал в Голливуде, занимаясь, в частности, дублированием актёров, исполнявших роли пианистов, в эпизодах с крупными планами рук при фортепианной игре. Тем не менее, спорадически Ньиредьхази давал частные концерты, об одном из которых, относящихся в 1935 году, сохранился восторженный отзыв Арнольда Шёнберга в письме к Отто Клемпереру.
В середине 1970-х гг. Ньиредьхази неожиданно вновь привлёк к себе внимание музыкальной общественности. В 1973 г. он выступил с публичным концертом в Сан-Франциско, собирая деньги на лечение своей девятой жены. За этим последовали другие концерты и три записанных диска (два из них — с музыкой Листа), вызвавшие резонанс: Гарольд Шонберг посвятил пианисту пространный отзыв в «Нью-Йорк Таймс», заканчивавшийся словами: «Это в своём роде безумие, но это божественное безумие». Однако от приглашения вновь выступить в Карнеги-холле Ньиредьхази отказался.